# José de Lima
Dom José de Lima (21 de fevereiro de 1924 - 12 de junho de 2013) foi um bispo católico brasileiro e bispo-emérito de Sete Lagoas.
José estudou Filosofia e Teologia no Seminário São José, da Arquidiocese de Mariana. Especializou-se em História e Moral e Cívica. Foi ordenado padre em 8 de dezembro de 1948, e iniciou seu ministério como vigário em Tiros. Foi pároco em São Gotardo (Minas Gerais) por mais de 20 anos, até ser nomeado pelo Papa Paulo VI como bispo da Diocese de Itumbiara em 13 de abril de 1973.
Recebeu a ordenação episcopal através de Dom Fernando Gomes dos Santos, Arcebispo de Goiânia, em 15 de julho de 1973. Os principais co-consagradores foram Dom Belchior Joaquim da Silva Neto, Bispo de Luz, e Dom Antônio Ribeiro de Oliveira, Bispo-auxiliar de Goiânia.
Foi nomeado para a Diocese de Sete Lagoas em 7 de junho de 1981, e resignou por idade em 27 de outubro de 1999. Como bispo-emérito, viveu em Sete Lagoas até falecer, em 2013. Seu corpo está sepultado na cripta da Catedral de Santo Antônio em Sete Lagoas.
Dom José de Lima foi co-consagrante principal dos seguintes bispos:
- José Belvino do Nascimento (1981)
- Guilherme Porto (1998)
- Antônio Lino da Silva Dinis (1999)
- José Carlos dos Santos, FDP (2001)